# Nedcolbertia
Nedcolbertia (patřící „Edwinu H. Colbertovi“), byl rod ornitomimosaura, který žil v době před 130 miliony let (spodní křída, geologický věk barrem) na území dnešního státu Utah (USA).

## Popis

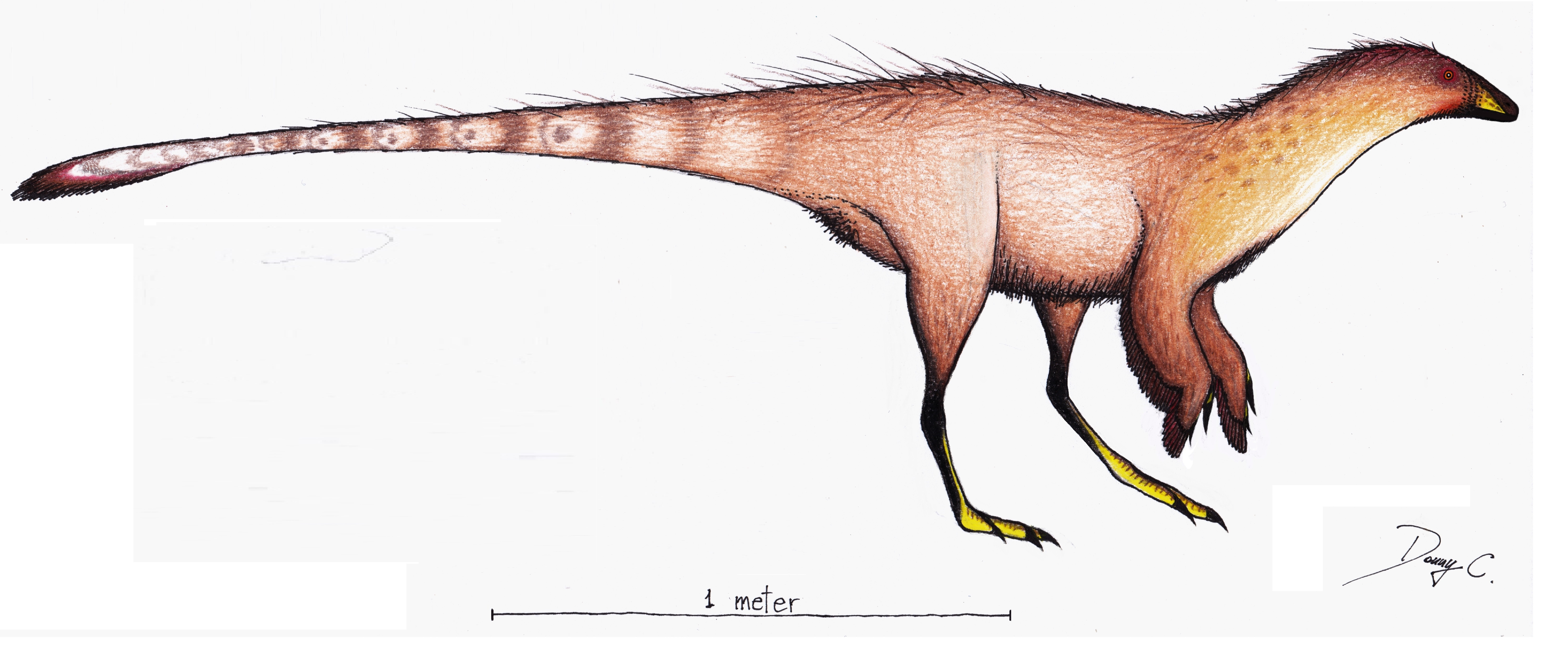
Rekonstrukce přibližného vzezření rodu Nedcolbertia.

Tři fosilní kostry tohoto teropoda byly objeveny roku 1993 v sedimentech geologického souvrství Cedar Mountain. Všechny tři dochované exempláře představují částečně dochované kostry bez lebky, holotyp s katalogovým označením CEUM 5071 byl juvenilní jedinec o délce kolem 1,5 metru. Oba paratypy, tedy další dochované exempláře, rovněž nebyly plně dorostlé, přesto jejich délka činila kolem 3 metrů. Formálně byl typový druh Nedcolbertia justinhoffmani popsán týmem paleontologů v roce 1998.
Původně byl tento taxon považován za blíže neurčitelného zástupce kladu Tetanurae a skupiny Coelurosauria, v roce 2017 však byla publikována studie, která jej definitivně zařadila mezi ornitomimosaury.